# 西洋骨董洋菓子店
《西洋骨董洋菓子店》是日本漫畫家吉永史的日本漫畫作品，2002年獲得第26回講談社漫畫獎少女部門獎項。
2001年改編為電視劇《Antique 〜西洋骨董洋菓子店〜》。2008年由韓國拍成電影。同年7月，於noitaminA節目時段播放電視動畫《西洋骨董洋菓子店～Antique～》。

## 故事簡介
一個不能再打拳擊的天才拳擊手神田英司（瀧澤秀明 飾），因緣際會下成為「Antique」蛋糕店學徒，以及該蛋糕店出身富裕的店長兼老闆橘圭一郎（椎名桔平 飾）、有女性恐懼症的天才蛋糕師傅小野裕介（藤木直人 飾）、神秘的保鏢小早川千影，圍繞在蛋糕店裡這四位帥哥身邊的故事。除了四位男主角的故事之外，其他來店的顧客個個也都像是謎一般的人物，各有各的故事。

## 登場人物

### 主要人物
橘圭一郎（橘 圭一郎（たちばな けいいちろう），聲：藤原啟治、真田麻美〈少年時代〉）
點心專賣店「Antique」的老闆、服務員，故意留著粗獷的鬍渣。經營著點心店，但是不太喜歡吃蛋糕，乃是因為小時後曾經遭到綁架，監禁期間不斷的吃蛋糕的緣故，故而長大後因心理創傷而成鹹食派，也因為心理創傷失去被綁架時的部分記憶。因為心理創傷的關係，時常會作惡夢，需要千影就近照顧。
儘管不太喜歡吃蛋糕，但是對於自家商品卻瞭如指掌，是個一流的銷售人員。家裡面是有錢的財閥，自己也是東大畢業通過國家特考跟司法考試的高材生，也曾經是一流企業中的精英，但是卻毅然決然的辭職開設「Antique」，表面上的理由是因為跟同公司的女朋友分手，實際上卻是對當年被綁架時失去的記憶耿耿於懷。
高中畢業前被小野裕介告白，自己卻狠狠的拒絕了，而自己也在高中畢業前被女友狠狠的給甩了，理由是因為「太過體貼」。喜歡女性的類別為「大胸部」。特技是焦糖拔絲。
小野裕介（小野 裕介（おの ゆうすけ），聲：三木真一郎）
業界有名的一流點心師傅，同時也是同志間非常有名的同性戀，自稱「魔性的GAY」，就算不是同性戀也容易被自己吸引，也因為魔性惹出的桃色風暴被各大糕點鋪開除，直到受雇「Antique」。曾目睹自己憧憬的高中教師與母親偷情，在受到打擊的情況下產生討厭女性的心理陰影。雖然是「魔性的GAY」，但也有無效的人，那就是高中時代拒絕他的橘，以及自己的弟子神田。
做出來的點心被人稱為「性感」，但是本人其實不是特別想要成為糕點師傅，成為糕點師傅的遠因是因為追著喜歡的人跑到法國巴黎，為了生活費而加入糕點鋪學藝。雖然在同志圈內很喜歡玩一夜情，但是對千影的感情卻相當認真，偶爾會興起想要侵犯橘的念頭。對神田在糕點上的直覺跟天賦非常驚異，自言兩年後他便沒辦法再繼續執教神田的廚藝。特技是法式甜點，但沒有不擅長的點心。
神田英司（神田 エイジ（かんだ えいじ），聲：宮野真守）
年輕的天才職業拳擊手，曾經最年輕之姿拿下世界冠軍，被稱為「拳擊場上的傑尼斯」而受到尊敬，不過受視網膜剝離的病苦而引退。異常酷愛洋式糕點所以選擇成為點心師傅，對品嚐過的糕點的結構、材料、口感等都瞭如執掌因而受小野賞識，在小野的青睞下成為「Antique」的實習生，成為小野的入室弟子。本身是孤兒出身，由神田拳擊會會長收養。
為人純真率直，偶爾有粗暴的一面，青少年時代是個無惡不作的小霸王，自言在接觸拳擊前打架、飆車、吸毒、嫖妓、偷竊等無一不精。意外的有花花公子的一面，曾與多位女性交往，現與法籍的法語教師交往中。雖然還在學習階段，但已經能單獨開發出自己的專屬商品。
小早川千影（小早川 千影（こばやかわ ちかげ），聲：花輪英司）
外表高大，再加上黑墨鏡跟黑西裝，以及稱呼橘為「少主」，所以一開始被誤認為黑道份子。做事情有些笨拙、沒自信，也喜歡粘著橘，原本是橘家中的男傭人。戴墨鏡的原因是眼睛對光線敏感，拿掉墨鏡之後是一名美男子，被小野「魔性」的魅力色誘成功，目前熱戀中。
受圭一郎的雙親囑託的情況下照顧圭一郎，不過因為笨拙的關係反而變成橘在照顧他，小野曾說橘對千影太過「溺愛」。雖然做事粗手笨腳腦筋也不好，不過因為相貌帥氣、為人和善，所以受雇於「Antique」成為門市人員。
有一個小學四年級的女兒。

### 店裡的常客
芥川忠宏（聲：若本規夫）
店裡的常客，與桂一郎是舊識。以前是刑警，負責偵辦圭一郎被誘拐的案件，但是因為案件始終沒有破獲，所以對圭一郎總是懷有一分歉疚，也因此從精英公務員成了「窗邊族」。對各式甜品瞭如執掌，是吃遍東京大小糕點鋪的甜點通，特別鍾愛「Antique」的蛋糕，興趣是一邊聽著音樂一邊品嘗甜品。
芥川佐和子（聲：竹村叔子）
芥川忠宏的內人，在動畫中將「Antique」介紹給忠宏，在漫畫中則是與丈夫在「Antique」不期而遇，也是店內的常客。

### 其他
約翰‧巴蒂斯塔‧伊文斯（ジャン=バティスト，聲：井上和彥）
法國屬一屬二的糕點師傅，小野的師父兼「魔性」中毒者，有著法國人特有的浪漫，但是佔有慾非常的強。小野曾說「跟他的戀情宛如法國電影，開始十分鐘便熱戀，但剩下的時間全部都在吵架」。
對於糕點的態度很認真，對小野的愛情也很認真，不過被小野以「想讓弟子成為像你一樣的糕點師傅」的理由拒絕了。因為性格相近的關係，與圭一郎的關係非常差。
櫻子（桜子（さくらこ），聲：本田貴子）
知名作家，截稿之前容易焦躁，進而遷怒自己的女兒。身體有些不好，被橘評為「不常運動的緣故」。因為很想要小孩的緣故，所以跟千影發生一夜情生下楓子。
楓子（楓子（かえでこ），聲：河西智美）
小學四年級，但是卻有著跟年齡有相當大差距的成熟美貌跟身材，是櫻子跟千影的女兒。曾經被誤認為千影的「援交對象」、「高中生」。曾經說過長大要嫁給圭一郎，包括圭一郎的雙親、櫻子還有千影都相當認真看待這件事情，只有圭一郎一個人當作是玩笑話。
橘 紘子（聲：伊倉一惠）
圭一郎的母親，母家是有錢的大財團。因為圭一郎受過綁架的關係，對圭一郎有過度保護的傾向。
戶田（聲：中原茂）
位於新宿二町目中，同性戀酒吧的店長，與小野裕介友善，常常觀察小野的男友更替狀況。
小野 永子（聲：園崎未惠）
裕介的妹妹，從裕介去法國學習甜品藝術後，就再也沒有見過面。因為要結婚了，希望在婚禮上能夠一家人再次聚在一起，而來找裕介。不知道自己的母親與裕介的高中老師有婚外情，反而知道父親有外遇。

## 出版書籍
| 冊數 | 新書館        | 新書館             | 大然文化  | 大然文化           | 青文出版社    | 青文出版社         |
| 冊數 | 發售日期      | ISBN               | 發售日期  | ISBN               | 發售日期      | ISBN               |
| ---- | ------------- | ------------------ | --------- | ------------------ | ------------- | ------------------ |
| 1    | 2000年5月22日 | ISBN 4-403-61588-0 | 2002年7月 | ISBN 957-25-7522-8 | 2006年7月20日 | ISBN 986-15-6656-2 |
| 2    | 2001年4月20日 | ISBN 4-403-61628-3 | 2002年7月 | ISBN 957-25-7523-6 | 2006年7月20日 | ISBN 986-15-6657-0 |
| 3    | 2001年11月9日 | ISBN 4-403-61652-6 | 2002年9月 | ISBN 957-25-7524-4 | 2006年7月20日 | ISBN 986-15-6658-9 |
| 4    | 2002年9月24日 | ISBN 4-403-61690-9 | 2003年1月 | ISBN 957-25-7918-5 | 2006年7月20日 | ISBN 986-15-6659-7 |

| 冊數 | 新書館        | 新書館                 |
| 冊數 | 發售日期      | ISBN                   |
| ---- | ------------- | ---------------------- |
| 1    | 2008年5月23日 | ISBN 978-4-403-50115-9 |
| 2    | 2008年5月23日 | ISBN 978-4-403-50116-6 |
| 3    | 2008年5月23日 | ISBN 978-4-403-50117-3 |

## 電視動畫
《西洋骨董洋菓子店～Antique～》（西洋骨董洋菓子店 〜アンティーク〜（せいようこっとうようがしてん 〜アンティーク〜））是一部由日本富士電視台改編自日本漫畫家吉永史的作品《西洋骨董洋菓子店》的深夜動畫。此動畫並在2008年7月3日起24點45分每週四在日本播出。

### 製作人員
- 原作：吉永史
- 企劃：松崎容子（富士電視台）
- 監督：奧村吉昭
- 腳本：高橋奈津子
- 人物設定：內野明雄
- 美術監督：島村達雄（白組）
- 攝影監督：西山仁（Toms Photo）
- 色彩設計：中尾總子（Wish）
- 甜點設定：甲藤圓
- 小物設定：小丸敏之
- 音響監督：早瀨博雪
- 編輯：小野寺桂子
- 音樂：羽毛田丈史
- 音樂製作：Fuji Pacific音樂出版、日本新力音樂
- 音樂製作人：佐野弘明
- 製作：伊東幸弘（富士電視台）、寺嶋博禮（Asmik Ace Entertainment）、三浦和郎（新書館）、北川直樹（日本新力音樂）、高田佳夫（電通）、本橋壽一（日本動畫）
- 製作人：情野誠人（富士電視台）／早船健一郎、齊藤廣行、細貝康介（富士電視台）
- 動畫製作：日本動畫 ＋ 白組
- 製作協力：Synergy SP
- 甜點製作：鎧塚俊彥（「Toshi Yoroizuka」主廚）
- 製作：西洋骨董店洋菓子店 製作委員會（富士電視台、Asmik Ace Entertainment、新書館、日本新力音樂、電通、日本動畫）

### 主題曲
片頭曲
- 「Life goes on～side K～」演唱：CHEMISTRY

作詞、作曲：川畑要、堂珍嘉邦、谷口尚久／編曲：Tomokazu T.O.M. Matsuzawa
片尾曲
- 「Life goes on～side D～」演唱：CHEMISTRY

作詞、作曲：川畑要、堂珍嘉邦、谷口尚久／編曲：谷口尚久

### 各集標題
| 話數   | 日文標題 | 中文標題   | 分鏡              | 演出                | 作畫監督                     |
| ------ | -------- | ---------- | ----------------- | ------------------- | ---------------------------- |
| 食譜1  |          | 再會的酸味 | 岡尾貴洋          | 岡尾貴洋            | 瀧川和男                     |
| 食譜2  |          | 決意的辣味 | 奧村吉昭          | 森宮佳崇            | 野口木之實                   |
| 食譜3  |          | 四人的新味 | 平尾美穗          | 平尾美穗            | 小丸敏之                     |
| 食譜4  |          | 悪夢的真味 | 小寺勝之          | 土屋康郎            | 山本道隆                     |
| 食譜5  |          | 試練的澀味 | 奧村吉昭          | 岡尾貴洋            | 森川均                       |
| 食譜6  |          | 危機的苦味 | 小高義規          | 小高義規            | 外崎春雄                     |
| 食譜7  |          | 聖夜的甘味 | 小寺勝之          | 櫛引康志            | 宮前真一 野口木之實 鷲田敏彌 |
| 食譜8  |          | 千影的隱味 | 平尾美穗 奧村吉昭 | 土屋康郎            | 山本道隆                     |
| 食譜9  |          | 憂鬱的小味 | 富士川祐輔        | 富士川祐輔 川西泰二 | 小丸敏之                     |
| 食譜10 |          | 鼓動的異味 | 細川秀樹          | 山內東生雄          | 武內啟 關崎高明 KIM KOON OH  |
| 食譜11 |          | 真意的快味 | 小高義規          | 江崎慎平            | 藤原宏樹                     |
| 食譜12 |          | 永遠的後味 | 奧村吉昭          | 小高義規            | 內野明雄 外崎春雄 中島渚     |

### 播放電視台
日本深夜動畫：下文記載的日本国内播放時間使用日本標準時間（UTC+9）表示。因為部分時間标识會採用30小时制，因此請留意这类超过24:00的时间，其實際播放時間為翌日清晨。
| 播放地區   | 播放電視台     | 播放日期                       | 播放時間                   | 聯播網         | 備註               |
| ---------- | -------------- | ------------------------------ | -------------------------- | -------------- | ------------------ |
| 關東廣域圏 | 富士電視台     | 2008年7月3日 - 9月18日         | 星期四 24時45分 - 25時15分 | 富士電視台系列 | 製作電視台         |
| 中京廣域圏 | 東海電視台     | 2008年7月10日 - 9月25日        | 星期四 26時05分 - 26時35分 | 富士電視台系列 | 9月23日連續播放2話 |
| 關東廣域圏 | 關西電視台     | 2008年7月15日 - 9月23日        | 星期五 25時59分 - 26時29分 | 富士電視台系列 |                    |
| 福岡縣     | 西日本電視台   | 2008年7月16日 - 10月15日       | 星期一 26時10分 - 26時40分 | 富士電視台系列 |                    |
| 新潟縣     | 新潟綜合電視台 | 2008年7月17日 - 10月16日       | 星期四 26時00分 - 26時30分 | 富士電視台系列 |                    |
| 北海道     | 北海道文化放送 | 2008年8月3日 - 10月26日        | 星期日 26時00分 - 26時30分 | 富士電視台系列 |                    |
| 熊本縣     | 熊本電視台     | 2008年8月26日 - 11月11日       | 星期五 26時00分 - 26時30分 | 富士電視台系列 |                    |
| 廣島縣     | 新廣島電視台   | 2008年10月29日 - 2009年1月28日 | 星期三 25:00 - 25:30       | 富士電視台系列 |                    |
| 日本全域   | 富士電視台TWO  | 2009年5月23日 - 6月27日        | 星期六 24:00 - 25:00       | CS放送         | 2話連續播放 有重播 |
| 日本全域   | ANIMAX         | 2010年10月14日 - 2011年1月6日  | 星期四 22:00 - 22:30       | CS放送         | LEVEL22頻道 有重播 |
| 宮城縣     | 仙台放送       | 2011年6月21日 - 9月6日         | 星期二 25:45 - 26:15       | 富士電視台系列 |                    |

## 相關商品
電視劇CD
《西洋骨董洋菓子店》
1. 2002年12月25日、SWCD-005（初回特典8cmCD迷你劇『小野は厨房で夢を見る』）
2. 2003年1月25日、SWCD-006（初回特典8cmCD迷你劇『好事家の絵本』）
3. 2003年2月25日、SWCD-007（初回特典8cmCD迷你劇『楓子編』）
4. 2003年3月25日、SWCD-008（初回特典8cmCD迷你劇『永遠はありますか？』）

動畫DVD
《西洋骨董洋菓子店〜Antique〜》
第1巻：2008年11月26日、ACBA-10597
第2巻：2008年12月24日、ACBA-10598
第3巻：2009年1月28日、ACBA-10599
第4巻：2009年2月25日、ACBA-10600

動畫OST
- 西洋骨董洋菓子店 〜Antique〜 原聲帶（2008年9月17日、ESCL-3099）

## 外部連結
- 西洋骨董洋菓子店 ～Antique～動畫官方網站（日語）